# Papaver stewartianum
Papaver stewartianum är en vallmoväxtart som beskrevs av Saiyad Masudal Saiyid Masudul Hasan Jafri och Qaiser. Papaver stewartianum ingår i släktet vallmor, och familjen vallmoväxter. Inga underarter finns listade i Catalogue of Life.